# جيد غودي
جيد سيريزا لورين غودي (بالإنجليزية: Jade Goody)‏ (5 يونيو 1981 - 22 مارس 2009) شخصية تلفزيوني واقع إنجليزية دخلت الأضواء العامة في السلسلة الثالثة من برنامج الأخ الأكبر في عام 2002 ، وهو ظهور أدى إلى برامجها التلفزيونية الخاصة وإدخال منتجاتها بعد إخلائها من العرض.

## روابط خارجية
- جيد غودي على موقع IMDb (الإنجليزية)
- جيد غودي على موقع ميوزك برينز (الإنجليزية)
- جيد غودي على موقع ميوزك برينز (الإنجليزية)
- جيد غودي على موقع إن إن دي بي (الإنجليزية)
- جيد غودي على موقع قاعدة بيانات الفيلم (الإنجليزية)